# Anna Larsson
Anna Karolina »Nora-Anna« Larsson Hedlund, švedska atletinja, * 2. januar 1922, Švedska, † 14. junij 2003.
Ni nastopila na poletnih olimpijskih igrah. Med letoma 1943 in 1949 je sedemkrat zapored osvojila naslov švedske državne prvakinje v teku na 800 m. Trikrat zapored je v letih 1944 in 1945 postavila svetovni rekord v teku na 800 m, ki ga je držala do leta 1950.